# مجموعه ورزشی ماردان
مجموعه ورزشی ماردان (به ترکی استانبولی: Mardan Spor Kompleksi) ورزشگاهی چند منظوره واقع در آق‌سو، آنتالیا است. این مجموعه چند منظوره ساخته شده است اما در حال حاضر بیشتر مسابقات فوتبال در آن برگزار می‌شود. در سال ۲۰۰۸ مسابقات زیر ۱۷ سال اروپا یوفا، در این ورزشگاه برگزار شد. این ورزشگاه هم‌چنین زمین خانگی آنتالیااسپور است.